# Teresa de Entença
Teresa de Entença (1300 - Saragoça, 29 de outubro de 1327) foi condessa de Urgel, viscondessa de Ager, baronesa de Entença e Antillón.
Era filha de Gombaldo, barão de Entença e senhor de Alcolea, e de Constança, senhora de Antillón.
Como não tinha descendentes, seu tio-avô, Ermengol X, concordou com Jaime II de Aragão em nomeá-la herdeira do Condado de Urgel em troca de casá-la com o infante Afonso, o segundo filho do monarca, e de receber 100 000 soldos. Assim, em julho de 1314, Teresa se tornou condessa de Urgel e, em 10 de novembro do mesmo ano, casou com o infante Afonso.
Em 1319, com a retirada do infante herdeiro Jaime para a vida religiosa, Afonso se tornou herdeiro da coroa. Em 1323, Teresa acompanhou seu esposo na campanha para conquistar a ilha da Sardenha.
O casal teve sete filhos:
- Afonso (1315 - Balaguer, 1317);
- Constança (1318 - Montpellier, 1346), que casou com Jaime III de Maiorca;
- Pedro (Balaguer, 5 de setembro de 1319 - Barcelona, 5 de janeiro de 1387), que sucedeu seu pai no trono como Pedro IV;
- Jaime (1321 - Barcelona, 15 de novembro de 1347), que herdou os títulos da mãe;
- Isabel (Saragoça, 1323 - 1327);
- Fadrique (1325 - jovem);
- Sancho (Saragoça, 28 de outubro de 1327 - novembro ou dezembro de 1327).

Teresa morreu aos 27 anos, um dia após dar à luz Sancho e cinco dias antes da ascensão de seu esposo ao trono. Seu corpo foi sepultado na igreja dos frades menores de Saragoça.